# Championnat d'Espagne féminin de handball
| \| A Guarda Barakaldo Elche Gijón Granollers Logroño Malaga Porriño Saint-Sébastien Valladolid Villava \| Localisation des clubs engagés pour la saison 2022-2023. · Le Rocasa Gran Canaria est aux Canaries |
| A Guarda Barakaldo Elche Gijón Granollers Logroño Malaga Porriño Saint-Sébastien Valladolid Villava |

.
Le championnat d’Espagne féminin de handball (en espagnol : División de Honor de balonmano femenino, anciennement Primera División jusqu'en 1982), met aux prises les meilleures équipes espagnoles de handball depuis 1952. La compétition n'est pas disputée entre 1956 et 1960. Le championnat est organisé par la Fédération royale espagnole de handball (RFEBM). 
Avec 27 titres remportés entre 1968 et 2005, le BM Mar Valencia est le club le plus titré. 
Le championnat est actuellement appelé Liga Guerreras Iberdrola pour des raisons de parrainage avec Iberdrola. 
Depuis l'édition 2022-2023, le championnat compte 12 équipes (2 équipes de moins par rapport à la saison précédente).

## Autres compétitions
Parallèlement au championnat est disputée la Coupe de la Reine de handball (Copa de la Reina de Balonmano).
Le niveau inférieur à la División de Honor (D1) a longtemps été la División de Plata (division d'argent). Depuis 2022-2023, cette D2 est la División de Honor Oro Femenina nouvellement créée; la División de Honor Plata Femenina constitue désormais la D3.

## Équipes de la saison 2022-2023
| Rang 2021-22 | Club                                    | Ville           | Communauté             |
| ------------ | --------------------------------------- | --------------- | ---------------------- |
| 1er          | Super Amara Bera Bera                   | Saint-Sébastien | Pays basque            |
| 2e           | CBF Málaga Costa del Sol                | Malaga          | Andalousie             |
| 3e           | BM La Calzada (en)                      | Gijón           | Asturies               |
| 4e           | Rocasa Gran Canaria (BM Remudas)        | Telde           | Îles Canaries          |
| 5e           | CB Atlético Guardés                     | A Guarda        | Galice                 |
| 6e           | KH-7 BM. Granollers                     | Granollers      | Catalogne              |
| 7e           | BM Elche                                | Elche           | Communauté valencienne |
| 9e           | BM Aula Cultural (en)                   | Valladolid      | Castille-et-León       |
| 8e           | BM Zuazo (en)                           | Barakaldo       | Pays basque            |
| 10e          | BM Porriño (en)                         | O Porriño       | Galice                 |
| 1er (D2)     | Grafometal La Rioja (Sporting La Rioja) | Logroño         | La Rioja               |
| 2e (D2)      | CD Beti Onak (en)                       | Villava         | Navarre                |

## Palmarès

### Primera división (1952-1982)
| Saison  | Champion               |
| ------- | ---------------------- |
| 1952-53 | Sélection de Madrid    |
| 1953-54 | Sélection de Madrid    |
| 1954-55 | Sélection de Madrid    |
| 1955-60 | non disputé            |
| 1960-61 | Sélection de Barcelone |
| 1961-62 | SH La Corogne          |
| 1962-63 | Medina Barcelone       |
| 1963-64 | Picadero Jockey Club   |
| 1964-65 | Picadero Jockey Club   |
| 1965-66 | Picadero Jockey Club   |
| 1966-67 | Picadero Jockey Club   |
| 1967-68 | Medina Valencia        |
| 1968-69 | Medina Valencia        |

| Saison  | Champion             |
| ------- | -------------------- |
| 1969-70 | Picadero Jockey Club |
| 1970-71 | Atlético de Madrid   |
| 1971-72 | Atlético de Madrid   |
| 1972-73 | Medina Guipúzcoa     |
| 1973-74 | Medina Valencia      |
| 1974-75 | Medina Guipúzcoa     |
| 1975-76 | Atlético de Madrid   |
| 1976-77 | Atlético de Madrid   |
| 1977-78 | Atlético de Madrid   |
| 1978-79 | Medina-Íber Valencia |
| 1979-80 | Medina-Íber Valencia |
| 1980-81 | BM Íber Valencia     |
| 1981-82 | BM Íber Valencia     |

### División de honor (depuis 1982)
| Saison  | Champion                          |
| ------- | --------------------------------- |
| 1982-83 | BM Íber Valencia                  |
| 1983-84 | BM Íber Valencia                  |
| 1984-85 | BM Íber Valencia                  |
| 1985-86 | BM Íber Valencia                  |
| 1986-87 | BM Íber Valencia                  |
| 1987-88 | BM Íber Valencia                  |
| 1988-89 | BM Íber Valencia                  |
| 1989-90 | BM Íber Valencia                  |
| 1990-91 | BM Íber Valencia                  |
| 1991-92 | BM Íber Valencia                  |
| 1992-93 | BM Valencia                       |
| 1993-94 | BM Valencia                       |
| 1994-95 | BM Mar Valencia-El Osito L'Eliana |
| 1995-96 | BM Mar Valencia-El Osito L'Eliana |
| 1996-97 | BM Mar Valencia-El Osito L'Eliana |
| 1997-98 | BM Mar Valencia-El Osito L'Eliana |

| Saison  | Champion                          |
| ------- | --------------------------------- |
| 1998-99 | CBF Elda Prestigio                |
| 1999-00 | BM Mar Valencia-El Osito L'Eliana |
| 2000-01 | BM Mar Valencia-El Osito L'Eliana |
| 2001-02 | BM Mar Valencia-El Osito L'Eliana |
| 2002-03 | CBF Elda Prestigio                |
| 2003-04 | CBF Elda Prestigio                |
| 2004-05 | BM Sagunto-Mar Valencia           |
| 2005-06 | Cementos La Unión Ribarroja       |
| 2006-07 | Cementos La Unión Ribarroja       |
| 2007-08 | CBF Elda Prestigio                |
| 2008-09 | SD Itxako                         |
| 2009-10 | SD Itxako                         |
| 2010-11 | SD Itxako                         |
| 2011-12 | SD Itxako                         |
| 2012-13 | BM Bera Bera                      |
| 2013-14 | BM Bera Bera                      |

| Saison  | Champion                 |
| ------- | ------------------------ |
| 2014-15 | BM Bera Bera             |
| 2015-16 | BM Bera Bera             |
| 2016-17 | Mecalia Atlético Guardés |
| 2017-18 | BM Bera Bera             |
| 2018-19 | Balonmano Remudas        |
| 2019-20 | BM Bera Bera             |
| 2020-21 | BM Bera Bera             |
| 2021-22 | BM Bera Bera             |
| 2022-23 | CBF Málaga Costa del Sol |
| 2023-24 | BM Bera Bera             |
| 2024-25 | en cours                 |

## Bilan par club
| Rang | Club                           | Titres | Années | Statut         |
| ---- | ------------------------------ | ------ | --- | -------------- |
| 1    | Íber Valencia/BM Sagunto       | 27     | 1968, 1969, 1974, 1979, 1980, 1981, 1982, 1983, 1984, 1985, 1986, 1987, 1988, 1989, 1990, 1991, 1992, 1993, 1994, 1995, 1996, 1997, 1998, 2000, 2001, 2002, 2005 | Dissous (2013) |
| 2    | BM Bera Bera                   | 9      | 2013, 2014, 2015, 2016, 2018, 2020, 2021, 2022, 2024 | Actif (D1)     |
| 3    | Picadero Jockey Club           | 5      | 1964, 1965, 1966, 1967, 1970 | Dissous (1989) |
| 3    | Atlético de Madrid             | 5      | 1971, 1972, 1976, 1977, 1978 | Actif (D1)     |
| 5    | CBF Elda Prestigio             | 4      | 1999, 2003, 2004, 2008 | Actif (D2)     |
| 5    | SD Itxako                      | 4      | 2009, 2010, 2011, 2012 | Dissous (2013) |
| 7    | Sélection de Madrid            | 3      | 1953, 1954, 1955 | Dissous        |
| 8    | Sélection/Medina de Barcelone  | 2      | 1961, 1963 | Dissous        |
| 8    | Medina Guipúzcoa               | 2      | 1973, 1975 | Dissous        |
| 8    | Cementos La Unión Ribarroja    | 2      | 2006, 2007 | Dissous (2009) |
| 11   | SH La Corogne                  | 1      | 1962 | Dissous        |
| 11   | Club Balomano Atlético Guardés | 1      | 2017 | Actif (D1)     |
| 11   | Balonmano Remudas              | 1      | 2019 | Actif (D1)     |
| 11   | CBF Málaga Costa del Sol       | 1      | 2023 | Actif (D1)     |

## Classement EHF
Le coefficient EHF pour la saison 2022/2023 est :
| Rang | Évolution | Rang 2020 | Championnat                          | Coefficient |
| ---- | --------- | --------- | ------------------------------------ | ----------- |
| 1    | —         | (1)       | Nemzeti Bajnokság I                  | 157,67      |
| 2    | +3        | (5)       | LFH                                  | 118,5       |
| 3    | -1        | (2)       | Super League                         | 114,5       |
| 4    | -1        | (3)       | Damehåndboldligaen                   | 109         |
| 5    | +1        | (6)       | Eliteserien                          | 102,17      |
| 6    | -2        | (4)       | Liga Naţională                       | 94,5        |
| 7    | —         | (7)       | Prva Zenska Liga                     | 61,33       |
| 8    | +1        | (9)       | Prva hrvatska rukometna liga za žene | 57          |
| 9    | -1        | (7)       | Bundesliga                           | 56,33       |
| 10   | +1        | (11)      | 1. ženska rokometna liga             | 38,17       |
| ...  |           |           |                                      |             |
| 15   | +1        | (16)      | División de Honor                    | 23,60       |

Évolution
| Année | 2007-2008 | 2008-2009 | 2009-2010 | 2010-2011 | 2011-2012 | 2012-2013 | 2013-2014 | 2014-2015 | 2015-2016 | 2016-2017 | 2017-2018 | 2018-2019 | 2019-2020 | 2020-2021 |
| Rang  | 4         | 5         | 5         | 5         | 7         | 4         | 4         | 6         | 8         | 14        | 16        | 15        | 16        | 15        |

Source : « cms.eurohandball.com », Fédération européenne de handball